# Pavel Hapal
Pavel Hapal (Kroměříž, 27 de julio de 1969) es un entrenador y exfutbolista checo que se desempeñaba como centrocampista. Es el entrenador del FC Baník Ostrava desde 2022.
Jugó con el Club Deportivo Tenerife en Primera División entre 1995 y 1998. Fue miembro de la selección de fútbol de Checoslovaquia y de la selección de fútbol de la República Checa.

## Clubes

### Como jugador
| Club                       | País            | Año         |
| -------------------------- | --------------- | ----------- |
| SK Sigma Olomouc           | República Checa | 1986-1988   |
| FK Dukla Praga             | República Checa | 1988-1990   |
| SK Sigma Olomouc           | República Checa | 1990-1992   |
| Bayer Leverkusen           | Alemania        | 1992-1995   |
| CD Tenerife                | España          | 1995-1998   |
| SK Sigma Olomouc           | República Checa | 1998-1999   |
| AC Sparta Praga            | República Checa | 2000        |
| SK Sigma Olomouc           | República Checa | 2000 - 2001 |
| SK Dynamo České Budějovice | República Checa | 2002        |
| Jakubčovice Fotbal         | República Checa | 2002        |

### Como entrenador
| Club              | País            | Año       |
| ----------------- | --------------- | --------- |
| SFC Opava         | República Checa | 2003-2004 |
| FC Zlín           | República Checa | 2004-2005 |
| Baník Ostrava     | República Checa | 2005-2006 |
| FC Nitra          | Eslovaquia      | 2007-2008 |
| Mladá Boleslav    | República Checa | 2008-2009 |
| MŠK Žilina        | Eslovaquia      | 2009-2011 |
| Zagłębie Lubin    | Polonia         | 2011-2013 |
| FK Senica         | Eslovaquia      | 2014      |
| Eslovaquia sub-21 | Eslovaquia      | 2015-2018 |
| AC Sparta Praga   | República Checa | 2018      |
| Eslovaquia        | Eslovaquia      | 2018-2020 |
| FC Baník Ostrava  | República Checa | 2022-     |

## Palmarés

### Como jugador

#### Dukla Praga
- Copa de Checoslovaquia (1): 1990

#### Bayer Leverkusen
- Copa de Alemania (1): 1993

### Como entrenador

#### MSK Zilina
- Superliga de Eslovaquia (1): 2010